# Planina pri Cerknem
Planina pri Cerknem (in italiano Planina o Planina di Circhina, desueti) è un centro abitato della Slovenia, frazione del comune di Circhina.

## Storia
Il centro abitato apparteneva storicamente alla Contea di Gorizia e Gradisca, ed era noto con il toponimo di Planina. In epoca asburgica costituì un comune catastale autonomo. Esso comprendeva anche gli insediamenti di Ceples (Ceplez), Pod Plezham/Podpleischam (l'attuale Podpleče), Podlanischam (l'attuale Podlanišče). In seguito (già nel XIX secolo) venne aggregato al comune di Circhina, di cui da allora costituisce una frazione.
Dopo la prima guerra mondiale passò, come tutta la Venezia Giulia, al Regno d'Italia; il toponimo venne mutato in Planina di Circhina, per distinguersi da altre località omonime.
Dopo la seconda guerra mondiale il territorio passò alla Jugoslavia; attualmente Planina è frazione del comune di Circhina.